# Holacanthus tricolor
Holacanthus tricolor è un pesce d'acqua salata appartenente alla famiglia Pomacanthidae, inizialmente descritto come Chaetodon tricolor.

## Distribuzione e habitat
Questo pesce è diffuso nell'Atlantico occidentale, dal Golfo del Messico (Stati Uniti, Messico, Bermuda) al Brasile. Abita le barriere coralline.

## Ecologia ed etologia
Specie di abitudini diurne, di notte è possibile
osservarla “addormentata” fra i coralli, vive fino a 100 m di profondità fra le
rocce e i raggruppamenti di corallo della barriera. I giovani, in particolare,
sembrano preferire, come rifugi, i coralli di fuoco (genere Millepora) e
i gusci vuoti dei grossi Molluschi Gasteropodi. Si tratta di un pesce di taglia
media, non supera i 30–35 cm di lunghezza (25 cm in acquario), che mostra però
spiccate abitudini territoriali, puntualmente manifestate anche in acquario. ”. In natura gli adulti formano coppie stabili e di
lunga durata, in genere monogame, con i due partner indistinguibili dal punto
di vista della livrea. Questa specie dal punto di vista della riproduzione è
classificabile come ermafrodita proteroginico, in che vuol dire che tutti gli individui passano
prima per lo stadio femminile, diventando solo in alcuni casi maschi col
passare degli anni. Le modalità riproduttive sono praticamente uguali a quella
di H. ciliaris, con i maschi che costituiscono un piccolo harem di
femmine, all'interno di un ristretto territorio protetto. I giovani, di
crescita molto rapida e anch'essi spiccatamente territoriali, non sembra invece
svolgano funzioni di pulitori nelle “stazioni di pulizia” che caratterizzano i
reef corallini, sia nell'Indo-pacifico sia ai caraibi.

## Alimentazione
Si nutre prevalentemente di tunicati (spugne) e di coralli duri (Cnidaria).

## Acquariofilia
Seppur non molto diffuso in commercio, è allevato da molti acquariofili esperti, ed ospite di grandi acquari di barriera.